# Castanheiro do Sul
Castanheiro do Sul é uma povoação portuguesa sede da Freguesia de Castanheiro do Sul do Município de São João da Pesqueira, freguesia com 21,38 km² de área e 382 habitantes (censo de 2021), tendo, por isso, uma densidade populacional de 17,9 hab./km².
Castanheiro do Sul foi vila e sede de concelho até ao início do século XIX. Foi anexada ao concelho de Trevões onde permaneceu até à extinção deste em 1855. Para além da vila, era composto pelas freguesias de Espinhosa e Pereiro e tinha, em 1801, 781 habitantes em 34 km².
O Mosteiro da Águias exerceu jurisdição não só espiritual mas também temporal na localidade.
O topónimo “Arais” recorda (segundo a tradição) o local ao ar livre do tribunal, reunião dos juízes ordinários e homens bons onde, em assembleia, discutiam os assuntos de interesse geral. O foral novo (manuelino) concedido em Lisboa em 1 de fevereiro de 1514 abrange aquelas localidades, reconhecendo o Concelho do Castanheiro.
Os marqueses de Távora tiveram o senhorio em 1759, altura em que passou para a coroa. A “villa” de Castanheiro situava-se na vila velha que conservou o topónimo, e pertenceu ao concelho de Trevões até à sua extinção, em Outubro de 1855.
Bem situado geograficamente, a 37 km da cidade de Peso da Régua, fica equidistante de duas sedes de município (Tabuaço e São João da Pesqueira), com ligação por carreira ao Pinhão.

## Demografia
A população registada nos censos foi:
| Distribuição da População por Grupos Etários | Distribuição da População por Grupos Etários | Distribuição da População por Grupos Etários | Distribuição da População por Grupos Etários | Distribuição da População por Grupos Etários |
| -------------------------------------------- | -------------------------------------------- | -------------------------------------------- | -------------------------------------------- | -------------------------------------------- |
| Ano                                          | 0-14 Anos                                    | 15-24 Anos                                   | 25-64 Anos                                   | > 65 Anos                                    |
| 2001                                         | 60                                           | 76                                           | 214                                          | 124                                          |
| 2011                                         | 46                                           | 42                                           | 236                                          | 115                                          |
| 2021                                         | 41                                           | 32                                           | 179                                          | 130                                          |

## Igreja Paroquial
A Igreja Paroquial do século XVIII, equilibrada e elegante, foi restaurada em 1798. Ficou privada, em data mais recente, dos altares de talha dourada – um central e dois laterais, estes situados no corpo mais largo da igreja - e ainda de um lustre de cristal, de que se desconhece o paradeiro, ficando assim mais empobrecido o património do povo castanheirense.

## Capela de Santa Cruz
A Capela de Santa Cruz, assim chamada por ser encimada com uma cruz alta, de noite iluminada, é uma pequena construção com púlpito exterior, dedicada a São Domingos, Santo muito popular nestas bandas no limiar do século XVIII, situa-se no cimo do monte do mesmo nome – de S. Domingos. No centro da povoação ficam as Capelas do Mártir S. Sebastião (transformada em capela funerária) e da Senhora de Belém.
Havia ainda a Capela de S. João, próxima do lugar da Fonte da Vila Velha, mas por volta de 1960, por estar abandonada e descaracterizada, foi vendida a um particular que a transformou em palheiro.

## Largo do Cruzeiro e Pelourinho
O largo do cruzeiro é um espaço com algum interesse, sobressaindo o esbelto Cruzeiro que terá aproveitado a plataforma primitiva do transformado pelourinho, um poço subterrâneo e uma casa antiga de 1880. Próximo deste lugar existe sim um pequeno largo denominado Largo do Pelourinho, onde se aplicava a justiça. A primitiva cadeia aí existente até 1980 (+/-) neste local terá sido a maior evidência deste costume. De facto no Largo do Pelourinho já não existe nem a cadeia nem o pelourinho, somente uma casa antiga – de 1818 – onde funcionou a primeira escola publica e anteriormente sede de tribunal.
Existe ainda outro artístico e imponente Cruzeiro que apresenta cruz alta, latina, estriada e de belo efeito sobre capitel ao qual está associado uma estória ou lenda, o qual teria sido construído como reconhecimento de um favor divino – a freguesia fora poupada a uma tremenda praga de gafanhotos que em pouco tempo tudo destruíra em volta .

## Padroeiro
A padroeira é Nossa Senhora da Assunção venerada a 15 de agosto. A 4 de dezembro é tradição guardar dia Santo em honra de Santa Bárbara.
Santa Cruz tem romaria concorrida a 3 de maio. O povo, nesse dia, ocupa o monte do santuário, improvisando mesas para o tradicional banquete de confraternização, após celebração da Santa Missa coma tradicional bênção dos campos – vinhas, pomares e cereais.

## Gastronomia
Os pratos típicos desta freguesia são o cabrito assado no forno a lenha, com recheio de miúdos de cabrito, batatas, cebola, chouriço, salpicão, salsa picada e vinho branco. Semelhante combinação de ingredientes se utilizam para o Peru assado no forno a lenha.
Os doces e sobremesas típicos são o bolo de folar e os biscoitos feitos à base de farinha de trigo, ovos e açúcar. Muito conceituada é também a Bola de Carne, de farinha amassada com azeite da freguesia e ovos, entremeada com carne de porco, e que juntamente com o bolo de folar são especialmente fabricados pela Páscoa.
Pelo Natal fazem-se as filhós e as rabanadas. O leite creme tostado (queimado com ferro aquecido ao lume, entre as brasas) e o arroz doce com ovos são igualmente iguarias a não esquecer.
Longe vai o tempo das matanças de porco efetuadas pelo inverno – era uma casa cheia de carne fresca, de salmoura ou de fumeiro que dava para um ano inteiro. No dia da matança era costume presentear com um prato bem abastecido os familiares, o professor e o pároco.

## Património
- Igreja Paroquial / orago – Nª Senhora da Assumpção
- Capela de São Domingos, O monte de São Domingos possui a Capela de Santa Cruz e tem romaria

concorrida a 3 de Maio. O povo, nesse dia, ocupa o monte do santuário, 
improvisando mesas para o tradicional banquete de confraternização.
- Capela do Martir São Sebastião / capela mortuária
- Capela Nossa Senhora de Belém
- Campo de Futebol "Marco Longo"
- Centro de Dia para a Terceira Idade (Centro Social e Paroquial)
- Cruzeiro do Valado (sito nos Atoleiros ou Valado)
- Cruzeiro da Vila sito no Largo do Cruzeiro
- Cooperativa Agrícola de Utilidade Popular – Lagar de Azeite – 1945
- Fábrica de rolhas de cortiça da Família Fonseca
- Forno do Cruzeiro
- Forno do Pelourinho – sem actividade
- Forno do Cabo da Vila – sem actividade
- Fonte da Azinheira
- Fonte da Vila Velha
- Fonte do Souto
- Fontanário do Largo da Cancela
- Escola Primária
- Lagar de azeite da Família Santos Lemos (abandonado)
- Junta de Freguesia
- Parque Infantil
- Poço de reserva de águas contra incêndios
- Armazéns privados de fabrico, comercialização e distribuição de vinhos
- Casas antigas senhoriais